# Mália
Mália är en ort i Grekland.   Den ligger i prefekturen Nomós Irakleíou och regionen Kreta, i den sydöstra delen av landet, 300 km sydost om huvudstaden Aten. Mália ligger 28 meter över havet och antalet invånare är 4 343.
Terrängen runt Mália är varierad. Havet är nära Mália norrut. Runt Mália är det ganska glesbefolkat, med 42 invånare per kvadratkilometer. Närmaste större samhälle är Goúvai, 13,9 km väster om Mália. == Kommentarer ==
1. ↑  Framräknat ur variansen i alla höjduppgifter (DEM 3") från Viewfinder Panoramas, inom 10 km radie.[2] Mer om algoritmen finns här: Användare:Lsjbot/Algoritmer.